# Sigurd Magnusson
Sigurd Magnusson (* um 1180; † 3. April 1194) war ein norwegischer Gegenkönig.
Seine Eltern waren König Magnus Erlingsson (1156–1184) und seine Frau Gyrid Aslaksdatter († 1193).
Sigurd Magnusson ist der einzige allgemein anerkannte Sohn von König Magnus Erlingsson. Er wurde von den Øyskjeggene, einer Gruppe Aufständischer aus den schottischen Inseln, 1193 zum König ausgerufen, war aber noch zu jung zum Regieren. Er war daher lediglich eine Identifikationsfigur der Aufständischen gegen König Sverre.
Er wurde von seinem Vormund Hallkjell Jonsson zunächst auf die Shetlandinseln zu Olav Jarlsmåg gebracht. Diese Auslandsreise war unverfänglich, da Olav dort große Besitzungen hatte. Von dort kam er 1193 nach Orkney, wo er von Jarl Harald Maddadsson unterstützt, der mit dem Vater Sigurds gut befreundet gewesen war. Er erhielt bereits den Königsnamen, und viele Männer aus den Orkneys und den Shetlands schworen ihm die Treue. Die Mannschaft erhielt die Bezeichnung Øyskjegger (Inseläxte).
Im Sommer 1193 gelangten die Øyskjeggene nach Viken, wo Sigurd auf dem Haugating zum König ausgerufen wurde.
1193 bis 1194 saß Sigurd mit seiner Hauptstreitmacht in Bergen. Dort hatte er großen Zulauf.
Zur Fastenzeit 1194 stieß König Sverre von Norden her vor. Am 3. April kam es zur Seeschlacht bei Florvåg an der Südostseite von Askøy nordwestlich von Bergen. Die Øyskjeggene waren zunächst im Vorteil, und die Birkebeiner mussten sich zurückziehen. Hallkjell war hier der bessere Taktiker. Aber als die Øyskjeggene die Birkebeiner verfolgen wollten, stellte sich heraus, dass ihre Riemen unbrauchbar waren. So trieben sie manövrierunfähig in der Strömung. Da kehrten die Birkebeiner um und griffen die Schiffe der Øyskjeggene einzeln an. Sigurd sprang über Bord und wurde im Wasser schwimmend getötet. Hallkell Jonsson und seine Mannen fielen auf ihrem Schiff. Fast die gesamte Streitmacht wurde aufgerieben. Die Leiche Sigurds fand man einige Zeit später.